# Список аэропортов Экваториальной Гвинеи
Здесь представлен список аэропортов Экваториальной Гвинеи.

## Аэропорты
| Город               | Провинция      | Код ИКАО | Код ИАТА | Название                                              | Координаты                       |
| ------------------- | -------------- | -------- | -------- | ----------------------------------------------------- | -------------------------------- |
| Бата                | Литораль       | FGBT     | BSG      | Международный аэропорт Бата                           | 01°54′20″ с. ш. 009°48′20″ в. д. |
| Кориско             | Литораль       | FGCO     | OCS      | Аэропорт Кориско                                      | 0°54′55″ с. ш. 9°19′50″ в. д.    |
| Малабо              | Северный Биоко | FGSL     | SSG      | Международный аэропорт Малабо                         | 03°45′19″ с. ш. 008°42′31″ в. д. |
| Сан-Антонио-де-Пале | Аннобон        | FGAN     | NBN      | Аэропорт Аннобон                                      | 01°24′37″ ю. ш. 005°37′19″ в. д. |
| Менгомейен          | Веле-Нзас      | FGMY     | GEM      | Международный аэропорт имени Президента Обианга Нгемы | 01°41′24″ с. ш. 011°01′26″ в. д. |
| Источник:           |                |          |          |                                                       |                                  |